# Gilletiodendron kisantuense
Gilletiodendron kisantuense är en ärtväxtart som först beskrevs av De Wild., och fick sitt nu gällande namn av J.Leonard. Gilletiodendron kisantuense ingår i släktet Gilletiodendron och familjen ärtväxter. Inga underarter finns listade i Catalogue of Life.